# Сінді Нгамба
Сінді Нгамба (7 вересня 1998) — камерунська боксерка-любитель, яка виступала за команду біженців EOC на Європейських іграх 2023 року та пройшла кваліфікацію для змагань за олімпійську команду біженців на літніх Олімпійських іграх 2024 року. Вона є першою в історії медалісткою Олімпійської збірної біженців на Олімпійських іграх, завоювавши бронзу на літніх Олімпійських іграх 2024 року.

## Особисте життя
Нгамба народилася в Камеруні. У віці 11 років Нгамба переїхала до Великої Британії. Її дядько втратив імміграційні документи Нгамби, коли він переїхав назад до Камеруну. Нгамба вивчала кримінологію в Болтонському університеті.
У 2019 році Нгамбу та її брата затримали під час відвідування імміграційної служби в Болтоні та відправили до слідчого ізолятора в Лондоні. Наступного дня їх відпустили. У віці 18 років Нгамба зробила камінг-аут, тому вона не хоче повертатися до Камеруну, де гомосексуальність заборонена законом.

## Кар'єра
Нгамба тренується з GB Boxing, хоча вона не може виступати за Велику Британію, оскільки не має британського паспорта. Вона виграла Національний чемпіонат Великої Британії серед аматорів у трьох різних вагових категоріях, що зробило її першою жінкою, яка досягла цього з часів Наташі Джонас. У 2023 році Нгамба виграла змагання з боксу в Угорщині, і змагалася у ваговій категорії до 75 кг за команду біженців EOC на Європейських іграх 2023 року. Вона змагалася за олімпійську команду біженців у Всесвітньому олімпійському кваліфікаційному турнірі з боксу 2024 і кваліфікувалася на літні Олімпійські ігри в Парижі разом зі своєю британською подругою Шантель Рейд. 2 травня 2024 року Нгамба була офіційно включена до складу Олімпійської збірної біженців, що зробило її першою боксеркою, яка була відібрана до цієї команди. Вона також була обрана однією з прапороносців Олімпійської збірної біженців на церемонії відкриття разом із сирійським тхеквондистом Ях'єю Аль-Готані. У першому раунді Нгамба битиметься із золотою медалісткою чемпіонату світу з боксу серед жінок 2022 року Таммарою Тібо з Канади.